# رودی آلتیگ
رودی آلتیگ (اسپانیایی: Rudi Altig‎; ۱۸ مارس ۱۹۳۷ – ۱۱ ژوئن ۲۰۱۶) دوچرخه‌سوار اهل آلمان بود.
از باشگاه‌هایی که در آن رکاب زده‌است می‌توان به تیم دوچرخه‌سواری سن-رافائل اشاره کرد.
وی در مسابقات کشوری و بین‌المللی در مجموع برندهٔ ۱ مدال طلا، ۱ مدال نقره شده‌است.